# Holcosus thomasi
Holcosus thomasi — вид ящірок родини теїдових (Teiidae). Мешкає в Мексиці і Гватемалі.

## Поширення і екологія
Holcosus thomasi мешкають у верхів'ях приток річки Гріхальва в мексиканському штаті Чіапас та в сусідніх районах Гватемали. Вони живуть на узліссях тропічних лісів, в садах і на плантаціях.